# Neo-historicismo
O neo-historicismo caracteriza-se por ser um retorno à tradição das ciências do espírito fundamentado em uma hermenêutica radical, que problematiza as concepções de ciência histórica. A tendência neo-historicista surgiu no final do século XIX e perdurou até a década de 1930 em diversos contextos nacionais, tais como na Alemanha, Itália, Grã-Bretanha, Espanha, França e Estados Unidos. Questionamentos como a natureza e o método da história, e de sua historicidade, o caráter científico ou não do método histórico são centrais no neo-historicismo. Os neo-historicistas criticam a falta de reconhecimento da Escola Histórica Alemã da diferenciação metodológica entre as ciências da natureza e as ciências do espírito e enfatizam o primado da razão histórica em oposição à razão científica.

## Emergências
O neo-historicismo germânico é iniciado por meio da perspectiva de Wihelm Dilthey, que rejeita o caráter metafísico do historicismo e as heranças científicas referentes à configuração dos métodos historiográficos. Outros autores que se destacaram na Alemanha foram Heinrich Rickert, Wilhelm Windelband e Friedrich Meinecke. Na Itália, destacou-se Benedetto Croce, enquanto na Inglaterra apareceram os nomes de Robin George Collingwood e Michael Oakeshott. O neo-historicismo também é incorporado em contexto espanhol por meio das reflexões de José Ortega y Gasset.